# 三浦安
三浦 安（みうら やすし、1829年9月15日〈文政12年8月18日〉- 1910年〈明治43年〉12月11日）は、日本の幕末から明治時代の武士（紀州藩士）、政治家。

## 経歴・人物
紀州藩支藩の西条藩士大目付・小川武貴の長庶子として生まれ、幼名を光太郎又は五助と名乗る。江戸の昌平坂学問所で学ぶ。一時、尊皇攘夷派志士として活動していたと言われる。後に三浦家の婿養子となり、三浦休太郎を名乗った。また、内田敬之助の変名も用いている。
14代目将軍継嗣問題に関して徳川家茂を支持して能力を認められ、主家である紀州藩に取り立てられる。
慶応3年（1867年）4月、いろは丸沈没事件が起こり、紀州藩代表として海援隊代表・坂本龍馬と交渉したが、国際法を用いられて敗れ、多額の賠償金（8万3000両）を支払う結果となってしまう。そんな折、龍馬が京都近江屋で暗殺され、賠償問題で恨みがあったとされる休太郎が海援隊士に容疑者として狙われることとなった。休太郎は新選組に身辺警護を依頼し、天満屋事件へと発展、顔面を負傷したものの命に別状は無かった。
戊辰戦争が勃発すると一時捕縛されたが、間もなく釈放されて明治政府に出仕した。維新後は諱である安を名乗り、大蔵省官吏、元老院議官、貴族院議員を務め、1890年10月20日、錦鶏間祗候となる。第13代東京府知事となるが淀橋浄水場をめぐる疑獄事件から不信任を決議され、知事を解任された。知事解任後は、宮中顧問官などを歴任した。また香瀾という雅号もあった。
明治43年（1910年）に脳溢血により青山の自宅で死去、81歳。墓所は東京都豊島区妙行寺にある。
明治23年（1890年）12月に出版された 『国会傍聴　議場の奇談』には「尾崎三良氏の演説は中々上出来 三浦安氏の弁舌は流暢なり共に老練々々」と記されている。
三女・友香の夫の医師・緒方銈次郞の父方祖父は緒方洪庵、母方曽祖父は佐藤泰然。

## 栄典・受章・受賞
位階
- 1886年（明治19年）10月20日 - 従三位[9]
- 1900年（明治33年）3月30日 - 正三位[10]
- 1910年（明治43年）12月11日 - 従二位[11]

勲章等
- 1888年（明治21年）5月29日 - 勲二等旭日重光章[12]
- 1889年（明治22年）11月25日 - 大日本帝国憲法発布記念章[13]
- 1896年（明治29年）3月31日 - 勲一等瑞宝章[14]
- 1903年（明治36年）5月21日 - 金杯一個[15]
- 1906年（明治39年）4月1日 - 旭日大綬章[16]

## 関連作品
- 浅田次郎著『壬生義士伝』(文春文庫)2002年9月10日刊